# Festivali i Këngës 38
Festivali i Këngës 38 var den 38:e upplagan av Festivali i Këngës och hölls i december 1999. Tävlingen arrangerades i Pallati i Kongreseve i Tirana. Vann gjorde Aurela Gaçe med låten "S'jam tribu" skriven av Jorgo Papingji och med musik av Adrian Hila. Tvåa kom systrarna Eranda och Irma Libohova med "Apokalipsi" som även den skrivits av Jorgo Papingji men som komponerades av Alfred Kaçinari. På tredje plats slutade Bojken Lako med låten "Asgjë e largët".

## Deltagare (urval)
| Plats | Artist                          | Låt                                  | Text           | Musik           |
| ----- | ------------------------------- | ------------------------------------ | -------------- | --------------- |
| 1     | Aurela Gaçe                     | "S'jam tribu"                        | Jorgo Papingji | Adrian Hila     |
| 2     | Irma Libohova & Eranda Libohova | "Apokalipsi"                         | Jorgo Papingji | Alfred Kaçinari |
| 3     | Bojken Lako                     | "Asgjë e largët"                     | Joni Shanaj    | Bojken Lako     |
| i.u.  | Ledina Çelo & Sabri Fejzullahu  | "Ma ke prish gjumin e natës"         | Agim Doçi      | Edmond Zhulali  |
| i.u.  | Spirit Voice                    | "Në se ndryshoj s'më tremb errësira" | Marin Janço    | Marin Janço     |
| i.u.  | Françesk Radi                   | "Ky fat na ra"                       | Agim Doçi      | Françesk Radi   |
| i.u.  | Gili                            | "Duart lart"                         | i.u.           | i.u.            |
| i.u.  | Manjola Nallbani                | "O bukuri pushtojë botën"            | i.u.           | i.u.            |
| i.u.  | Juliana Pasha                   | "Degjoj zërat e largët"              | i.u.           | i.u.            |
| i.u.  | Rovena Dilo                     | "Të fal vetvetën"                    | i.u.           | i.u.            |